# スコーヴィル・ブラウン
スコーヴィル・ブラウン（Scoville Browne、1909年10月13日 - 1994年10月3日）は、アメリカのジャズ・リード楽器奏者。
ブラウンは、1920年代後半にシカゴでジュニー・コブのバンドやミッドナイト・ランブラーズで演奏した。1931年から1932年にかけては、フレッド・アヴェンドルフのためにサクソフォーンとクラリネットを演奏。1933年から1935年までルイ・アームストロングと仕事をし、1930年代半ばから後半にかけてジェシー・ストーン、ジャック・バトラー、クロード・ホプキンス、ブランシュ・キャロウェイと仕事をした。活動10年の終わり頃には、シカゴ音楽大学に通っている。1940年代、ブラウンはスリム・ゲイラード、ファッツ・ウォーラー、バディ・ジョンソン、ホット・リップス・ペイジ、エディ・ヘイウッドと共演した後、第二次世界大戦中はアメリカ軍に従軍した。除隊後、ホプキンスと再び共演し、バック・クレイトンとも共演した。
ブラウンは1950年代にバンドリーダーとして活動し、クラシック音楽も学んだ。1950年代後半にライオネル・ハンプトンやマグシー・スパニアと共演し、1958年の写真「A Great Day in Harlem」に登場している。ブラウンは、1970年代までホプキンスと仕事を続けた。バンドリーダーとして録音したことはない。